# Verónica Pérez
Verónica Raquel Pérez-Murillo (Hayward, 18 maggio 1988) è un'ex calciatrice statunitense naturalizzata messicana, centrocampista o attaccante dell'Al-Qadisiya.
Dopo un inizio di carriera come giocatrice professionista negli Stati Uniti d'America, giocò in Australiae in Europa, e benché avesse indossato la maglia della formazione statunitense Under-23 nel 2010, grazie alla doppia cittadinanza, decise di giocare nella nazionale messicana partecipando a due campionati mondiali. Decise di ritirarsi dal calcio giocato per protesta contro la decisione della federazione calcistica del Messico di limitare l'accesso nella nuova Liga MX Femenil, dall'estate 2017 primo livello del campionato messicano femminile di calcio, alle sole calciatrici nate in Messico.
È sorella maggiore di Amanda, anch'essa centrocampista della nazionale maggiore del suo paese.

## Carriera

### Club
Verónica Pérez cresce calcisticamente nelle giovanili del PSV Union & Pleasanton Rage giocando per tre stagioni dal 2002 al 2005, passando quindi alla formazione di calcio femminile della Crystal Springs Uplands High School di Hillsborough, California (2002-2003), quindi, iscritta alla facoltà di sociologia dell'Università di Washington nel 2006, gioca nel Washington Huskies, sezione universitaria di calcio femminile, fino al 2009.
Sempre nel 2009 inizia la sua carriera professionistica, sottoscrivendo un contratto per giocare con il Seattle Sounders Women in W-League.
Nel 2010 coglie l'opportunità di giocare in Europa, vestendo la maglia gialloblu della sezione femminile del Stade Briochin, società francese con sede a Saint-Brieuc, dove fu compagna tra le altre di Eugénie Le Sommer.
Nel 2012 gioca ancora per il Seattle Sounders Women ma, assieme alla compagna Kate Deines, durante la stagione formalizza un accordo con lo Stjarnan, società di Garðabær, per giocare nel campionato islandese femminile di calcio. Con le islandesi ottiene la Bikarkeppni kvenna nella finale vinta sul Valur. Il 26 settembre di quell'anno fa il suo esordio in UEFA Women's Champions League, giocando la partita di andata contro le russe del Zorkij Krasnogorsk e valida per i sedicesimi di finale per l'edizione 2012-2013, incontro terminato a reti inviolate. Nell'inverno ritiene conclusa la sua avventura in Islanda e lasciando la società con un tabellino personale in campionato di una rete siglata su sette presenze.
Nel 2013 torna a giocare negli Stati Uniti, sottoscrivendo un contratto con il Western New York Flash che partecipa alla National Women's Soccer League (NWSL). Con le WNYF conquista la prima posizione della Regular Season, ottenendo la NWSL Shield e perdendo per 2-0 la finale del 31 agosto per il titolo con il Portland Thorns.
Nel 2014 stipula un contratto con il Washington Spirit continuando a giocare in NWSL, ottenendo al termine della stagione il quarto posto in Regular Season e venendo eliminata in semifinale dal Seattle Reign per 2-1.
Nel gennaio 2016, dopo aver giocato in Australia con il Canberra United, firma un contratto con la squadra svedese del KIF Örebro, tornando a giocare per una squadra europea dopo l'esperienza islandese con lo Stjarnan. Con il club di Örebro affronta la stagione di Damallsvenskan 2016 giocando 20 incontri e siglando 2 reti, contribuendo a far raggiungere alla squadra l'ottavo posto in classifica e la conseguente salvezza e gli ottavi di finale di Svenska Cupen damer, eliminate dall'Eskilstuna United. A termine campionato decide di far rientro in America.
Concluso l'impegno europeo, per la stagione in arrivo trova un accordo con il Seattle Reign per tornare a giocare in NWSL.

### Nazionale
Nel 2009 Pérez viene selezionata per vestire la maglia della nazionale statunitense Under-23, tuttavia dal 2010 opta per la nazionale messicana con la quale debutta il 28 marzo. Partecipa quindi ai Mondiali di calcio nel 2011 in Germania e nel 2015 in Canada.
Con la Nazionale ottiene anche la medaglia d'oro del torneo di calcio femminile della dodicesima edizione dei Giochi centramericani e caraibici, primo Oro conquistato dal Messico nella manifestazione, battendo nella finale del 27 novembre 2014 la Colombia per 2-0.

## Palmarès

### Nazionale
- XXII Giochi centramericani e caraibici

Oro